# Ledvični kamen
Ledvični kamen, tudi renalni kalkulus, je kamen (trda tvorba iz anorganskih soli ali organskih spojin) v sečnih izvodilih, zlasti v ledvičnem mehu.

## Znaki in simptomi
Ledvični kamni, ki zamašijo sečevod ali ledvični meh, povzročajo občasno bolečino, ki seva od boka proti dimlju ali osramju ter notranjem delu stegna. Tovrstna bolečina se imenuje ledvična kolika in jo opisujejo kot eno od najhujših poznanih bolečin. Ledvično koliko običajno spremljajo nenadna potreba po uriniranju, nemir, krvosečnost (hematurija), potenje, navzea in bruhanje. Običajno traja od 20 do 60 minut in jo povzroča peristaltika sečevoda, ki poskuša izriniti kamen. Zaradi embriološke povezave med sečili, spolovili in prebavili seva bolečina v spolne organe ter povzroča siljenje na bruhanje in bruhanje. Posledici oviranja pretoka seča po enem ali obeh sečevodih sta lahko tudi postrenalna azotemija (porast ravni sečnine in drugih nebeljakovinskih dušikovih spojinv seču) in hidronefroza (razširjenje ledvičnega meha in ledvičnih čašic).

## Vzroki
Prehranski dejavniki, ki povečajo tveganje za tvorbo ledvičnih kamnov, so izsušitev (premajhen vnos tekočin) in visok vnos živalskih beljakovin, natrija, rafiniranih sladkorjev, oksalata, grenivkinega in jabolčnega soka ter kokakole.

### Kalcij
Najpogostejša oblika ledvičnih kamnov so kamni iz kalcijevega oksalata. Nekatere študije nakazujejo, da so ljudje, ki uživajo prehranska dopolnila s kalcijem, bolj izpostavljeni ledvičnim kamnom in te izsledke so upoštevali pri določitvi priporočenega dnevnega vnosa kalcija za odrasle. Vendar pa za razliko od kalcija v prehranskih dopolnilih kalcij v prehrani naj ne bi povečal tveganja za razvoj kamnov, marveč naj bi celo ščitil pred njimi. Razlog za to je najverjetneje sposobnost kalcija, da v prebavilih veže zaužite oksalate; če se zmanjša količina zaužitega kalcija, se poveča količina oksalata, ki se iz prebavil vsrka v krvni obtok in tako pride do povečanih količin v seč izločenega oksalata. V seču oksalat povzroča obarjanje kalcijevega oksalata; oksalat je 15-krat močnejši promotor obarjanja kot kalcij. Tako novejši dokazi kažejo, da nizki vnos kalcija s prehrano povečuje tveganje za nastanek ledvičnih kamnov. Vendar pa pri večini posameznikov verjetno odigrata pomembnejšo vlogo premajhen vnos tekočin in prevelik vnos oksalatov.

### Drugi elektroliti
Poleg kalcija naj bi tudi nekateri drugi elektroliti vplivali na nastanek ledvičnih kamnov. Na primer, zaradi pospeševanja izločevanja kalcija naj bi visok vnos natrija povečeval tveganje za tvorbo kamnov. Fluoriranje pitne vode naj bi iz podobnega razloga tudi povečevalo tveganje, vendar so potrebne nadaljnje epidemiološke študije. Nasprotno pa naj bi visok vnos kalija s prehrano zmanjšal verjetnost za nastanek ledvičnih kamnov, saj kalij spodbuja izločanja citrata v seč, le-ta pa zavira tvorbo kristalov. Tudi povišan vnos magnezija naj bi zmanjšal verjetnost tvorbe kamnov, ker je tudi magnezij, podobno kot citrat, zaviralec nastajanja kristalov v seču.

### Živalske beljakovine
Prehrana v razvitem svetu vsebuje običajno več živalskih beljakovin, kot jih telo potrebuje. Presežne količine žveplo vsebujočih aminokislin (npr. cistein, metionin), sečne kisline in drugih kislih presnovkov živalskih beljakovin se izločajo v seč in ga nakisajo, kar pospešuje tvorbo ledvičnih kamnov. Telo skuša uravnovesiti kisel pH z večjim izplavljanjem kalcija iz kosti ter izločanjem v seč, vendar pa to še dodatno poveča tveganje za tvorbo kamnov. Pri posameznikih, ki vnašajo povišane količine živalskiih beljakovin v telo, je običajno opaziti tudi znižano izločanje citrata v seč, medtem ko je izločanje citratov pri vegetarijancih povišano.

## Diagnosticiranje
Diagnosticiranje ledvičnih kamnov se opravi s pomočjo anamneze, fizikalnih preiskav, analize seča in radiografskih preiskav. Klinična diagnoza je narejena po navadi na osnovi informacij o lokaciji in stopnji bolečine, ki je tipično krčevita (poteka v sunkovitih napadih). Če kamni obstruirajo ledvice, je bolečina prisotna v ledvenem delu. Fizikalna preiskava lahko pokaže povišano temperaturo in Murphyjev znak (bolečina pri tipanju kostovertebralnega predela) na prizadeti strani telesa.

## Zdravljenje
Okoli 98 % manjših ledvičnih kamnov, s premerom pod 5 mm, se v roku do 4 tednov po nastopu simptomov samodejno izloči z uriniranjem. Pri kamnih, s premerov od 5 do 10 mm, se izloči manj kot 53 % kamnov. Tudi začetna lokacija kamna vpliva na verjetnost spontanega izločenja. Kamni, ki se nahajajo v proksimalnem sečevodu, se sponatno izločijo v 48 % primerov, tisti v predelu prehoda iz sečevoda v mehur, pa v 79 % primerov, ne glede na velikost kamna. Če obstrukcija sečnih poti ni huda in če se ne pojavi okužba ter so simptomi blažji, se uporabljajo različni nekirurški ukrepi, da bi se pospešila izločitev kamna.

### Protibolečinsko zdravljenje
Za blažitev bolečin se pogosto dajejo intravensko nesteroidni antirevmatiki ali opioidi. Peroralna protibolečinska zdravila so učinkovita pri blažjih oblikah. Tudi intravensko apliciran paracetamol je učinkovit.

### Pospešitev izločanja
Kot zdravila za pospešitev spontane izločitve sečnih kamnov iz sečil se uporabljajo alfaadrenergični blokatorji (npr. tamsulozin) in zaviralci kalcijevih kanalčkov (npr. nifedipin). Kombinacija tamsulozina in kortikosteroida naj bi bila učinkovitejša od samega tamsulozina. 

### Kirurška odstanitev
Takojšnja operacija, ne glede na velikost kamna, je potrebna pri bolnikih z le eno delujočo ledvico, obojestransko obstrukcijo, okužbo sečil in kadar pride do vnetja ledvic ali če so bolečine prehude. Novejše manj invazivne metode lahko nadomestijo odprti kirurški poseg: ureteroskopija, perkutana litotripsija in zunajtelesna litotripsija.